# オーリック (DD-569)
オーリック（USS Aulick, DD-569）は、アメリカ海軍のフレッチャー級駆逐艦。艦名はジョン・オーリック提督 (1787 - 1873) に因む。その名を持つ艦としては2隻目。

## 建造
「オーリック」は1941年5月14日にテキサス州オレンジのコンソリデーテッド・スチール社にて起工、1942年3月2日により進水し、1942年10月27日にO・P・トーマス・ジュニア少佐の指揮の下で就役した。

## 艦歴

### 第二次世界大戦
就役後、メキシコ湾とメイン州カスコ湾にて試運転を実施した。1942年12月14日、バージニア州ハンプトンローズにあるチェサピーク湾の河口にて、「オーリック」は対潜水艦哨戒任務中に米国沿岸警備隊に貸与されたスループ「ナラダ (USCGR-2012) 」と衝突事故を起こし、沈没させた。死者は出なかったものの、「ナラダ」の所有者L・コリンストロングには補償として6,249.80ドルが支払われた。
「オーリック」は1943年1月23日にフィラデルフィアを出発し、南太平洋に向かった。パナマ運河を通過し、ソシエテ諸島のボラボラ島で停泊した後、2月12日にニューカレドニアのヌメアに入港した。ニューカレドニア沖での対潜哨戒を1週間行った後、珊瑚海の第64任務部隊 (TF 64) に加わり、ラッセル諸島に上陸するアメリカ軍を支援するために待機、2月25日にヌメアに帰投した。
3月1日、「オーリック」は第64任務部隊から離れ、イギリス海軍の航空機輸送艦「アテネ」の護衛としてエスピリトゥサント島へ向かった。続いてオーリックはニューヘブリティーズ諸島のエファテ島に向かったが、3月9日にヌメアに戻るよう命じられた。3月10日4時11分、ニューカレドニア南端にて20ノット (37 km/h) で航行中に座礁し、船体、スクリュー、機関に甚大な被害を負った。
ヌメアの乾ドックにて応急措置を行った後、「オーリック」はハワイに向かって曳航され、フィジー諸島のスバと米領サモアのパゴパゴに停泊した後、4月10日に到着した。真珠湾で修理を受け、11月8日にワシントン州ブレマートンに向けて出発。11月14日に到着し、損傷した設備を交換するためにピュージェット・サウンド海軍造船所に入った。船体の修理を終え12月23日に出航し、真珠湾に戻った。

### 1944年
一連の訓練演習の後、「オーリック」は7月9日にグアムの戦いに参加する輸送艦の護衛に就き、7月22日に目標海域に到着、8月6日まで第5艦隊の護衛及び哨戒任務を行うため本海域に留まった。
エニウェトク環礁での補給後、「オーリック」は8月21日に第32.4任務群（TG 32.4）と合流し、ガダルカナル島に向かい、パラオに対する作戦の準備に3週間を費やした。9月8日に第32.7任務群としてパラオに向け出港し、9月15日に到着、ペリリューの戦い及びアンガウルの戦いを支援した。
9月30日、「オーリック」はアドミラルティ諸島のマヌス島に向かい、第7艦隊に加わわった。10月12日にフィリピンに向けて出発し、10月18日にレイテ沖に到着、翌日に海岸砲撃、夜間の擾乱射撃及び火力支援のために北部の部隊に配備された。オーリックは6時55分にサンペドロ湾に入り、11時15分に砲撃を開始したが、12時12分頃に日本軍による砲撃の直撃を受け、乗員1名が死亡、船体にて火災が発生した。13時28分に火は消し止められたが、夜には一時後退し、10月20日と21日に再び火力支援を行った。10月22日から24日まで、本海域で待機したが、攻撃は行わなかった。10月25日、スリガオ海峡に接近する海域を守るアメリカの戦艦と巡洋艦を護衛する部隊に配備されたが、海峡に侵入する日本の部隊は既に壊滅的な損害を受け退避を始めていたため、攻撃の機会はなかった。11月25日に第77.2任務群に加わり、11月29日にレイテ湾の東で対潜哨戒中、17時50分に6機の日本軍機による攻撃を受けた。爆撃及び戦闘機の体当たりを受け、31名の乗員が死亡、64名が負傷し、1名が行方不明となった。駆逐艦「プリングル」に救援された後、「オーリック」はサンペドロ湾に向かい負傷者を移送して緊急修理をうけた。12月1日、ゼーアドラー湾と真珠湾を経由して西海岸に向けて出発し、修理のためにメア・アイランド海軍造船所に入った。 

### 1945年
「オーリック」は1945年2月24日に修理後の試運転を開始し、サンディエゴにて再訓練を受けた後、3月7日に西海岸を出発した。真珠湾からエニウェトク環礁、ウルシー環礁、コッソルを経由してフィリピンに向かい、4月12日にオランダ領東インドのモロタイ島へと航行した。1週間後、第31歩兵師団の部隊を乗せてミンダナオ島に向かい、4月22日にミンダナオで侵攻部隊を下船させた後、戦車揚陸艦をモロタイまで護衛し、その後サンペドロ湾に向かった。一時的な整備を行った後、沖縄に向けて出航し、第二次世界大戦の終わりまで輸送船の対空哨戒及び護衛を行った。

### 戦後
1945年の8月24日から9月2日まで、「オーリック」は沖縄と東京の間の航空路にて海上救護任務に就いた。8月28日、墜落したB-32爆撃機から12人の乗組員を救助した。
海上救護任務の後、「オーリック」は9月10日に帰国のため沖縄を出発し、10月17日にニューヨークに入港した。11月15日にブルックリン海軍工廠に入り、1946年4月18日に退役した。

### ギリシャ海軍
「オーリック」は1959年8月21日にギリシャ政府に貸与され、ギリシャ海軍で「スフェンドニ (Sfendoni, D85) 」として就役した。
1975年9月1日にアメリカ海軍船籍から除籍され、1977年4月にギリシャに売却された。1991年にギリシャ海軍から退役、1997年に売却・解体された。 

## 従軍星章
「オーリック」は第二次世界大戦中の功績により5個の従軍星章を受章した。 